# Тау Андромеди
Тау Андромеди (τ Андромеди) — зоря має позначення Байєра розташування зірки в північному сузір’ї Андромеди. Має видиму зорову величину +4,94, що є достатньо яскравою, щоб спостерігати її з темного неба передмістя. З вимірювань паралакса, зроблених під час місії Gaia, відстань до цієї зірки можна оцінити приблизно як 680 світлових років (210 парсек) від Землі. Яскравість цієї зірки зменшилася на 0,24 зоряної величини через згасання, викликане проникненням газу та пилу. Дрейфує ближче до Сонця з радіальною швидкістю −14 км/с.
Спектр цієї зірки відповідає зоряній класифікації B5 III, з класом світності III, що вказує на те, що це зірка-гігант. Випромінює зі своєї фотосфери приблизно в 851 разів більшу яскравість, ніж Сонце, при ефективній температурі 12670 К. Вік зірки становить приблизно 217 мільйонів років, і вона обертається з високою прогнозованою швидкістю обертання ~74 км/с.